# Shalana Santana
Shalana Santana (Brasilia, 23 de abril de 1983) es una ex modelo y actriz brasileña.

## Biografía
Comenzó su carrera como modelo en Brasil a los 20 años; en su país también participó en la telenovela Deseos de mujer.
En 2006 se trasladó a Milán y desde 2011 a Nápoles, con su expareja y padre de su hijo, el dentista Alessandro Lukacs, quien fue concursante de la segunda edición de la versión italiana de Gran Hermano. También ese año comenzó sus estudios en la escuela de cine "La Ribalta". En 2014 comenzó su carrera en la industria cinematográfica.
En 2018 actuó en el decimoctavo episodio de la undécima temporada de Don Matteo, serie de televisión de RAI protagonizada por Terence Hill. En 2020, interpretó al personaje de Marielita en la serie de televisión L'Alligatore.
En 2022 se casó con el actor Massimiliano Gallo tras once años de relación;  con él protagonizó en 2020 el videoclip de Enzo Gragnaniello Fa caldo y empezó a actuar en teatro.

## Filmografía

### Cine
- The Grotto, de Giordany Orellana (2014)
- Ci devo pensare, de Francesco Albanese (2015)
- I tre colori dell'incanto, de Luigi Nappa (2016) - cortometraje
- Bob & Marys - Criminali a domicilio, de Francesco Prisco (2018)
- Arrivano i prof, de Ivan Silvestrini (2018)
- Free , de Fabrizio Maria Cortese (2018)

### Televisión
- Fuoco amico TF45 - Eroe per amore, de Beniamino Catena - serie de televisión, 4 episodios (2016)
- Il bello delle donne - serie de televisión (2016)
- Don Matteo - serie de televisión, episodio 11x18 (2018)
- L'Alligatore, de Daniele Vicari y Emanuele Scaringi - serie de televisión, 7 episodios (2020)

## Teatro
- Resilienza 3.0, de Massimiliano Gallo (2021-2022)
- Stasera, punto e a capo!, de Massimiliano Gallo (2022-)